# ATC kod A12
ATC kod A12 Mineral supplements su terapeutska podgrupa sistema za anatomsko terapeutsko hemijsku klasifikaciju. Ovaj sistem alfanumeričkih kodova je razvio  za klasifikaciju lekova i drugih medicinskih proizvoda.  Podgrupa A12 je deo anatomske grupe A Alimentarni trakt i metabolizam.

Kodovi za veterinarsku upotrebu (ATCvet kodovi) se mogu formirati stavljanjem slova Q ispred humanih ATC kodova: QA12... ATCvet kodovi bez odgovarajućeg humanog ATC koda su navedeni sa vodećim Q na sledećoj listi.
Nacionalna izdanja ATC klasifikacije mogu da obuhvataju dodatne kodove koji nisu prisutni na ovoj listi.

## A12AKalcijum

### A12AA Kalcijum
A12AA01 Kalcijum fosfat
A12AA02 Kalcijum glubionat
A12AA03 Kalcijum glukonat
A12AA04 Kalcijum karbonat
A12AA05 Kalcijum laktat
A12AA06 Kalcijum laktat glukonat
A12AA07 Kalcijum hlorid
A12AA08 Kalcijum glicerilfosfat
A12AA09 Kalcijum citrat lizin kompleks
A12AA10 Kalcijum glukoheptonat
A12AA11 Kalcijum pangamat
A12AA12 Kalcijum acetat anhidrat
A12AA20 Kalcijum (razne soli u kombinacijama)
A12AA30 Kalcijum laevulat

## A12BKalijum

### A12BA Kalijum
A12BA01 Kalijum hlorid
A12BA02 Kalijum citrat
A12BA03 Kalijum hidrogentartrat
A12BA04 Kalijum hydrogenkarbonat
A12BA05 Kalijum glukonat
A12BA30 Kombinacije
A12BA51 Kalijum hlorid, kombinacije

## A12C Drugi mineralni suplementi

### A12CANatrijum
A12CA01 Natrijum hlorid
A12CA02 Natrijum sulfat

### A12CBCink
A12CB01 Cink sulfat
A12CB02 Cink glukonat
A12CB03 Cinkov proteinski kompleks

### A12CCMagnezijum
A12CC01 Magnezijum hlorid
A12CC02 Magnezijum sulfat
A12CC03 Magnezijum glukonat
A12CC04 Magnezijum citrat
A12CC05 Magnezijum aspartat
A12CC06 Magnezijum laktat
A12CC07 Magnezijum levulinat
A12CC08 Magnezijum pidolat
A12CC09 Magnezijum orotat
A12CC10 Magnezijum oksid
A12CC30 Magnezijum (kombinacije raznih soli)

### A12CDFluorid
A12CD01 Natrijum fluorid
A12CD02 Natrijum monofluorofosfat
A12CD51 Fluorid, kombinacije

### A12CESelen
A12CE01 Natrijum selenat
A12CE02 Natrijum selenit
QA12CE99 Selen, kombinacije

### A12CX Drugi mineralni produkti
QA12CX90 Toldimfos
QA12CX91 Butafosfan
QA12CX99 Drugi mineralni produkti, kombinacije